# 平原配水池
平原配水池（ひらはらはいすいち）は、広島県呉市にある呉市上下水道局が管理する配水場。

## 概要
1918年（大正7年）4月通水した呉市上水道創設時に造られた「平原浄水場」を前身とし、老朽化に伴い2013年（平成25年）3月浄水施設を閉鎖し、既存の配水池も運用を止め、新しく配水池のみを造ることとなった。その旧配水池は「呉市水道局平原浄水場低区配水池」として国の登録有形文化財に選出されている。
宮原浄水場で浄化された上水がここまで運ばれ、呉市中心部から北の市民に上水を供給している。
昔は呉市における桜の名所の一つで一般開放されていたが、現在は立ち入りできない。

## 施設
文化財 - 低区配水池
半地下式で煉瓦とコンクリートの混合造、東西に2つ池が並んでいる。2つの池の間の管理用通路の南北端に、全国的にも珍しい煉瓦造の換気塔がある。
- 標高: 約+86m [5]
- 規模 : 37.3m×71.5m×2池[2][1]
- 配水能力 : 6,000m3[1]

## 歴史
1886年（明治19年）海軍区が制定され呉鎮守府が置かれることになり、安芸郡呉港は軍港として整備されることとなり、呉市は軍港都として発展していく。その中で市民から上水道創設の要望が出ていた。呉市には1890年（明治23年）3月通水開始した大日本帝国海軍の軍用水道「呉鎮守府水道」があったが、あくまで海軍専用であり市民には供給されていなかった。日露戦争以降人口は増加したことから、呉市側は衛生上と防火上の問題から上水道の必要性を痛感し、海軍側も市の環境悪化は士気に繋がることから上水道布設に理解を示した。
1904年（明治37年）、呉市議会にて上水道布設を決議、技術者を招集し調査に入る。ただ呉市中心部を流れる二河川は呉鎮水道により取水されていた（二河水源地）ため更に呉市水道用に取水することが出来ず、また呉市の財政上の問題から新たな水源地の確保は困難な状況だった。ちょうどその時、海軍は本庄ダム（本庄水源地）を建設するなどの呉鎮水道第3期拡張工事を行なっており、1911年（明治44年）7月呉市は本庄水源地からの余水分与を呉鎮に陳情した。1913年
（大正2年）3月呉鎮はこれを許諾したことから、同年5月呉市は実施設計を始め、同年8月呉市水道布設計画案を市議会にて可決した。 ただし呉鎮は二河水源地取水に際し発生していた灌漑用水の枯渇による地域住民との農作物補償交渉を、呉市に移すことをあわせて行ない、以降は呉市が灌漑用水の枯渇による農作物補償交渉を担うことになった。
1915年（大正4年）7月12日ここ平原浄水場建設予定地にて地鎮祭を行ない着工、1918年（大正7年）3月竣工、同年4月1日通水開始した。予定されていた竣工式は市内に伝染病が発生したため中止となり、翌1919年（大正8年）4月22日海軍鎮守府開設30年記念祝賀会に合わせ、翌4月23日に竣工式が行われた。なお近代水道としては全国34番目の開設にあたる。総工事費1,239,937円。財源は、国庫補助4万円、県費補助3万円、募債104.2万円、市費79,725円、雑収入48,212円。
その後、呉軍港の発展や市町村合併に伴い市上水需要が高まったため、拡張工事を行なっていく。第2期拡張工事では市水道として初の自己水源である三永水源地が完成した。1943年（昭和18年）2月6日三永水源地からここ平原浄水場への通水式が行われている。
1945年（昭和20年）呉軍港空襲を始めとする市街地の空襲、同年9月枕崎台風、と立て続けに被害に遭遇し壊滅状態となった中で、終戦後に呉に常駐したイギリス連邦占領軍(BCOF)により水道復旧命令が下され、市職員のほか旧海軍の応援で同年10月6日まずBCOF用の浄水を確保し、のち市民用の上水を復旧させていった。
1950年（昭和25年）旧軍港市転換法施行に伴い、1954年（昭和29年）12月までに旧呉鎮守府水道は国から呉市に移管された。以降、拡張工事により市水道施設との一体化を図るとともにここ平原浄水場も充実させていく。
老朽化により呉市水道局の施設は更新され、2013年（平成25年）平原浄水場は廃止となった。今後は2015年（平成27年）まで現状の配水池のみを運用しその後は文化財として保存活用、並行して新しく配水池を造ることとなった。

## 交通
バス
- 広電バス 、「平原水源池前」バス停下車

## 参考資料
- 中島工学博士記念事業会『日本水道史』（PDF）（原著1927年）、567-570頁。2013年4月25日閲覧。
- 呉市上下水道局 平成23年度事業年報
  - “平成23年度事業年報 機構” (PDF).   呉市上下水道局. 2013年4月25日閲覧。
  - “平成23年度事業年報 水道事業” (PDF).   呉市上下水道局. 2013年4月25日閲覧。